# 20625 Noto
20625 Noto (1999 TG20) là một tiểu hành tinh vành đai chính được phát hiện ngày 9 tháng 10 năm 1999 bởi A. Tsuchikawa ở Yanagida Astronomical Observatory.